# 人生写真館の奇跡
『人生写真館の奇跡』（じんせいしゃしんかんのきせき）は、柊サナカの小説。2019年2月6日に宝島社より出版。世界20カ国以上25言語で翻訳された。「このミステリーがすごい!」大賞作品。

## 書誌情報
柊サナカ『人生写真館の奇跡』宝島社、2019年2月6日発売、ISBN 978-4-800-29214-8